# Vacunación contra la COVID-19 en Chile
La vacunación contra la COVID-19 en Chile es la campaña iniciada en diciembre de 2020 para vacunar contra la COVID-19 a la población del país, en el marco de un esfuerzo mundial para combatir la pandemia de COVID-19 que también afectó a ese país. La estrategia del proceso fue realizada siguiendo el modelo del Programa Nacional de Inmunizaciones (PNI), política pública de vacunación masiva establecida en el país desde 1978. El proceso de vacunación chileno sorprendió por su rapidez, siendo una de las vacunaciones más rápidas del mundo. En pocas semanas, para mediados de marzo, había logrado vacunar la cuarta parte de su población. Para el 9 de agosto de 2021 el país logró vacunar al 80% de su población logrando así la ansiada inmunidad de rebaño, siendo los primeros de América en lograrlo.

## Antecedentes
Previo a la llegada de las primeras vacunas al territorio chileno, el Gobierno de Chile realizó negociaciones con distintos laboratorios farmacéuticos a nivel global desde el inicio de la pandemia en el país y durante todo el 2020, con el fin de asegurar las dosis suficientes de vacunas para toda su población nacional, además de sumarse a la iniciativa internacional COVAX. Para este objetivo, se creó el «Fondo para Vacunas Covid», con la aprobación de un presupuesto inicial de 200 millones de dólares estadounidenses.
Durante 2020 Chile, a pesar de ser un país pequeño en números demográficos, se adelantó en establecer contratos con diferentes laboratorios y pudo incluso amenazar mediante vías judiciales el cumplimiento de dichos contratos. También hizo convenios para aplicar las necesarias dosis de pruebas en humanos que los laboratorios necesitaban para respaldar sus datos, lo que le facilitó la relación con las empresas. Un último dato fue la credibilidad de país en los ámbitos financieros y su estabilidad política, que facilitó disipar las dudas de las empresas con los países pequeños o no pertenecientes al primer mundo.
La red de atención primaria en salud en el país es extensa, dada la existencia de servicios médicos locales en cada parte del país, principalmente a cargo de las municipalidades. Para esta campaña de vacunación se adicionó el uso de escuelas, centros municipales y estadios que ha permitido un flujo rápido y expedito de grandes masas de personas. Sumado a esto, el sistema sanitario chileno posee la experiencia histórica de realizar campañas masivas y exitosas, como por ejemplo la realizada contra la poliomielitis en 1961, la erradicación de la viruela, las campañas anuales por influenza, la atención médica mensual a todos los niños del país (Control de Niño Sano).

## Desarrollo

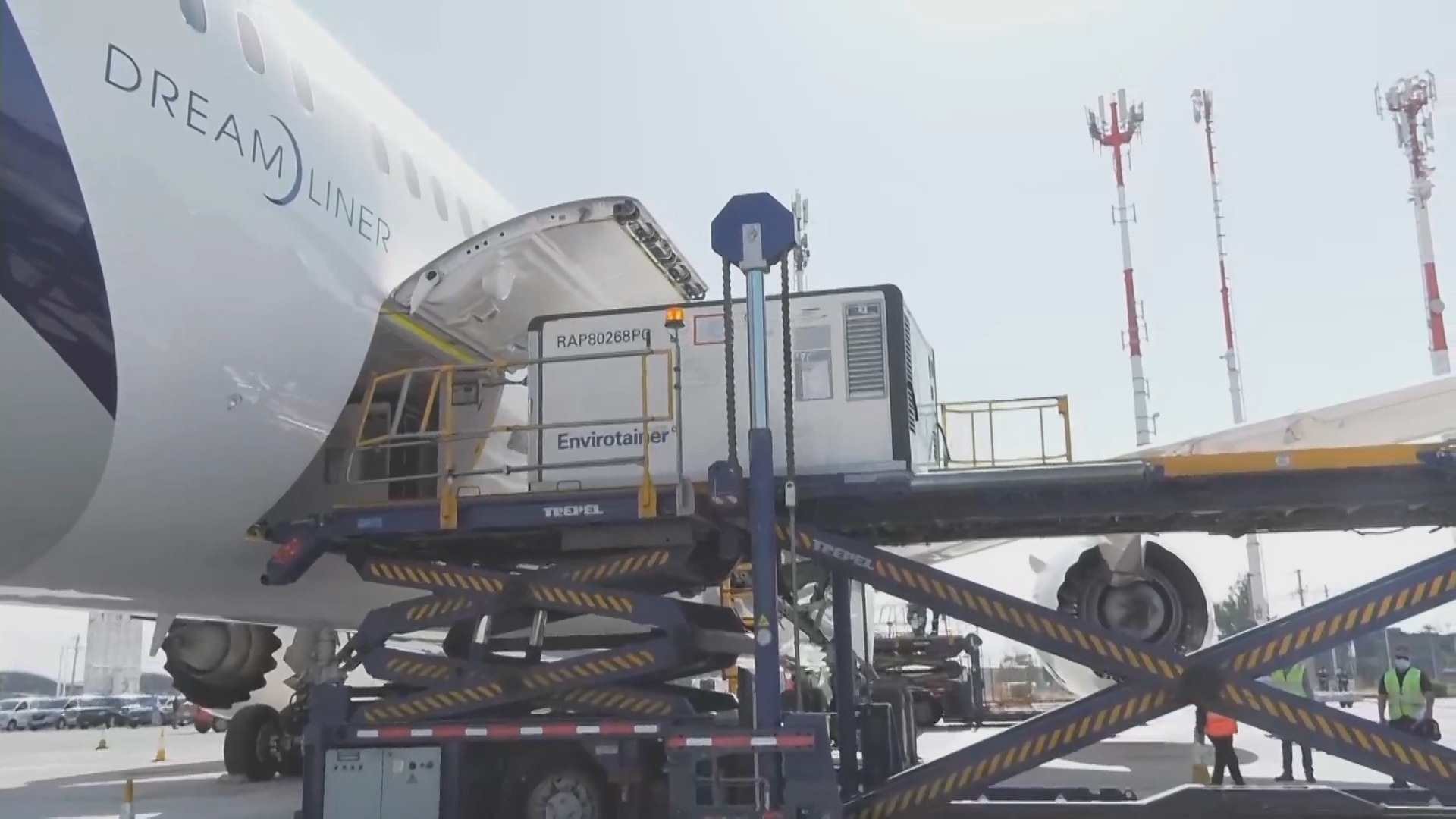
Llegada a Chile de vacuna de Sinovac contra la COVID-19.

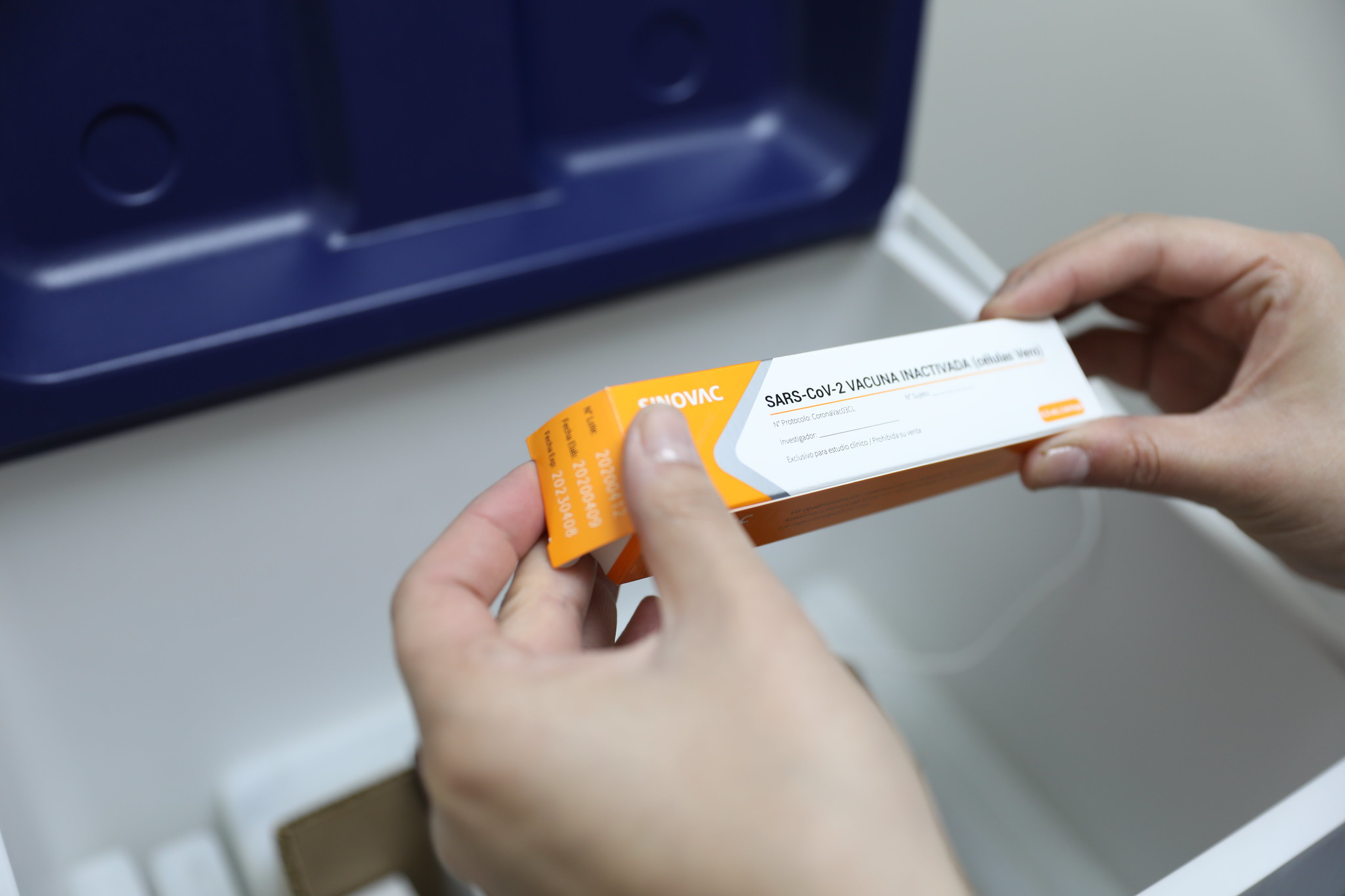
Vacuna de Sinovac contra la COVID-19 desarrollada por la Pontificia Universidad Católica de Chile.

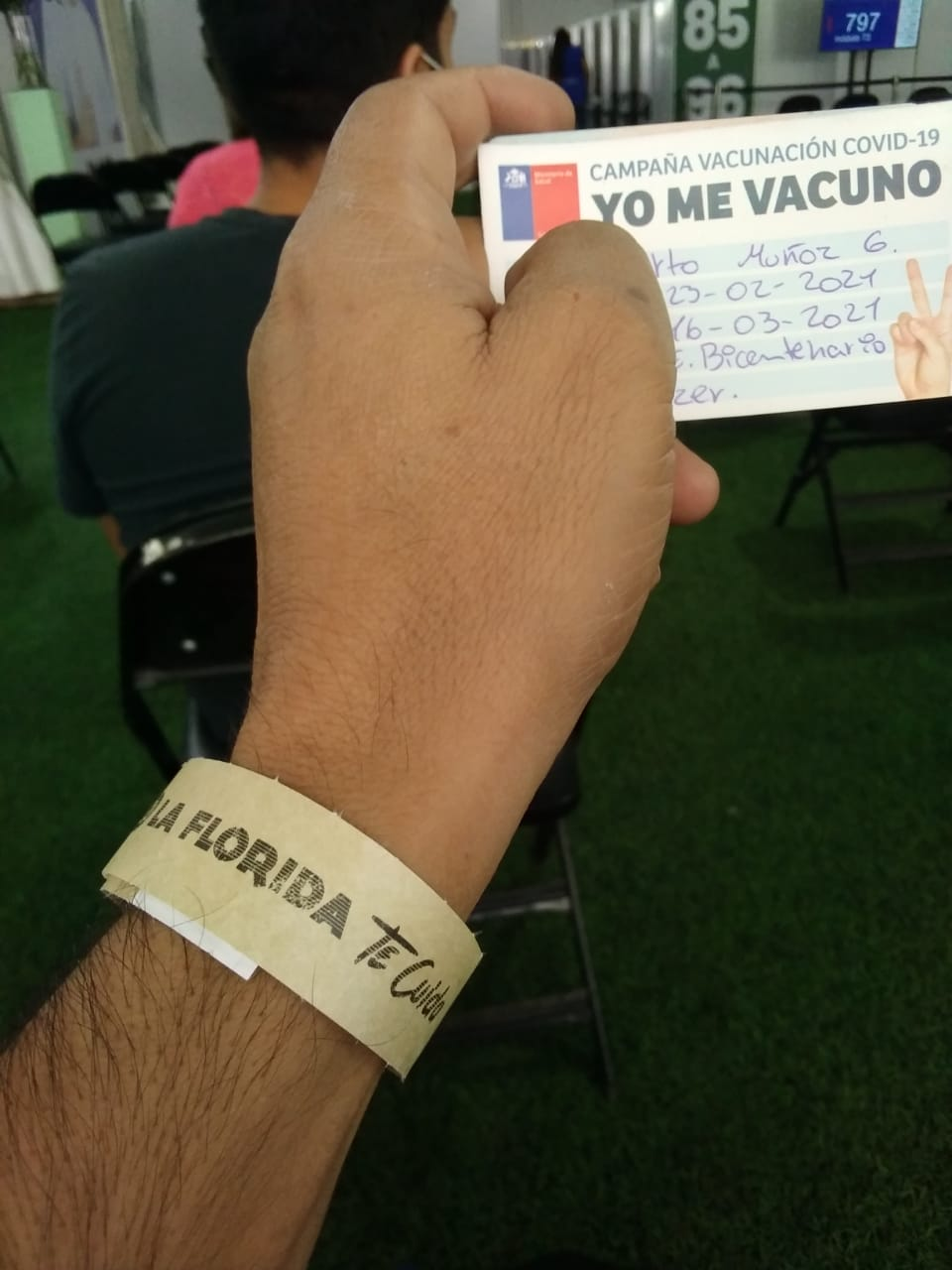
Elementos para ordenar al público masivo que llega simultáneamente a un centro de vacunación en La Florida. Una pulsera de color indica el tipo de vacuna y paciente y un carné identifica a los ya vacunados.

El 16 de diciembre de 2020, el presidente Sebastián Piñera anunció en cadena nacional la llegada a Chile antes de que finalice el año de las primeras 20 000 dosis de la vacuna contra la COVID-19, fabricada en conjunto por los laboratorios estadounidense y alemán Pfizer y BioNTech, cuya distribución será gratuita y voluntaria. El Instituto de Salud Pública de Chile (ISP) autorizó, de forma unánime en una comisión de expertos, la colocación de dicha vacuna solo para mayores de 16 años. Asimismo, el 21 de enero de 2021, la misma institución aprobó el uso de emergencia de la vacuna CoronaVac, de la compañía china Sinovac Biotech, solo para personas entre 18 y 59 años, luego de haber realizado un ensayo clínico en Fase 3 encargado a la Facultad de Ciencias Biológicas de la Pontificia Universidad Católica de Chile.
Según un reporte estadístico de The New York Times de diciembre de 2020, Chile está entre los diez países del mundo que han preordenado la mayor cantidad de dosis de la vacuna en relación con el porcentaje total de su población.
El 24 de diciembre de 2020, Zulema Riquelme (46), una auxiliar de enfermería se convirtió en la primera persona vacunada en el territorio chileno.
De acuerdo a proyecciones de JP Morgan en febrero de 2021, Chile sería el primer país emergente en alcanzar la inmunidad de rebaño contra este virus.
Una vez superadas las 1,6 millones de vacunaciones a nivel nacional, el 12 de febrero de 2021, fueron inoculados en un acto público el presidente de la República, Sebastián Piñera, en un centro de salud público de Futrono, Región de Los Ríos; así como también el ministro de Salud, Enrique Paris, en el Liceo Carmela Carvajal de Prat de Providencia, habilitado como centro de vacunación masiva.
En marzo de 2021, el gobierno chileno donó 20 mil dosis de la vacuna Sinovac a Ecuador y 20 mil de la misma a Paraguay, en su compromiso regional por asegurar la inmunización al personal sanitario en América del Sur, sin afectar su propia cadena de distribución.
El martes 16 de marzo, Chile superó las cinco millones de personas vacunadas con al menos una dosis, en los grupos de mayor riesgo, dos semanas antes del plazo que estableció el gobierno de Sebastián Piñera (para el 31 de marzo), mientras que para el 29 de abril de aquel año Chile se transformó en el segundo país del mundo con más personas vacunadas con el plan completo de inmunización, con un 32% de la población, es decir 6,4 millones de personas, siendo superado únicamente por Israel, con un 58% de la población, mientras que un total de 8 millones (41,2%) contaban con al menos una de las dos vacunas del plan completo de vacunación establecido por el Gobierno.
Para el 9 de agosto de 2021 el país logró vacunar al 80% de su población logrando así la ansiada inmunidad de rebaño, siendo los primeros de América en lograrlo.
El 11 de agosto de 2021 se inició el proceso de vacunación con dosis de refuerzo (tercera dosis) para las personas que ya habían completado sus dos dosis meses atrás. Para el 10 de enero de 2022 se inició el proceso de vacunación con la segunda dosis de refuerzo para la población que completó su tercera dosis en septiembre de 2021 y que se encuentran en el grupo de inmunocomprometidos.

## Etapas

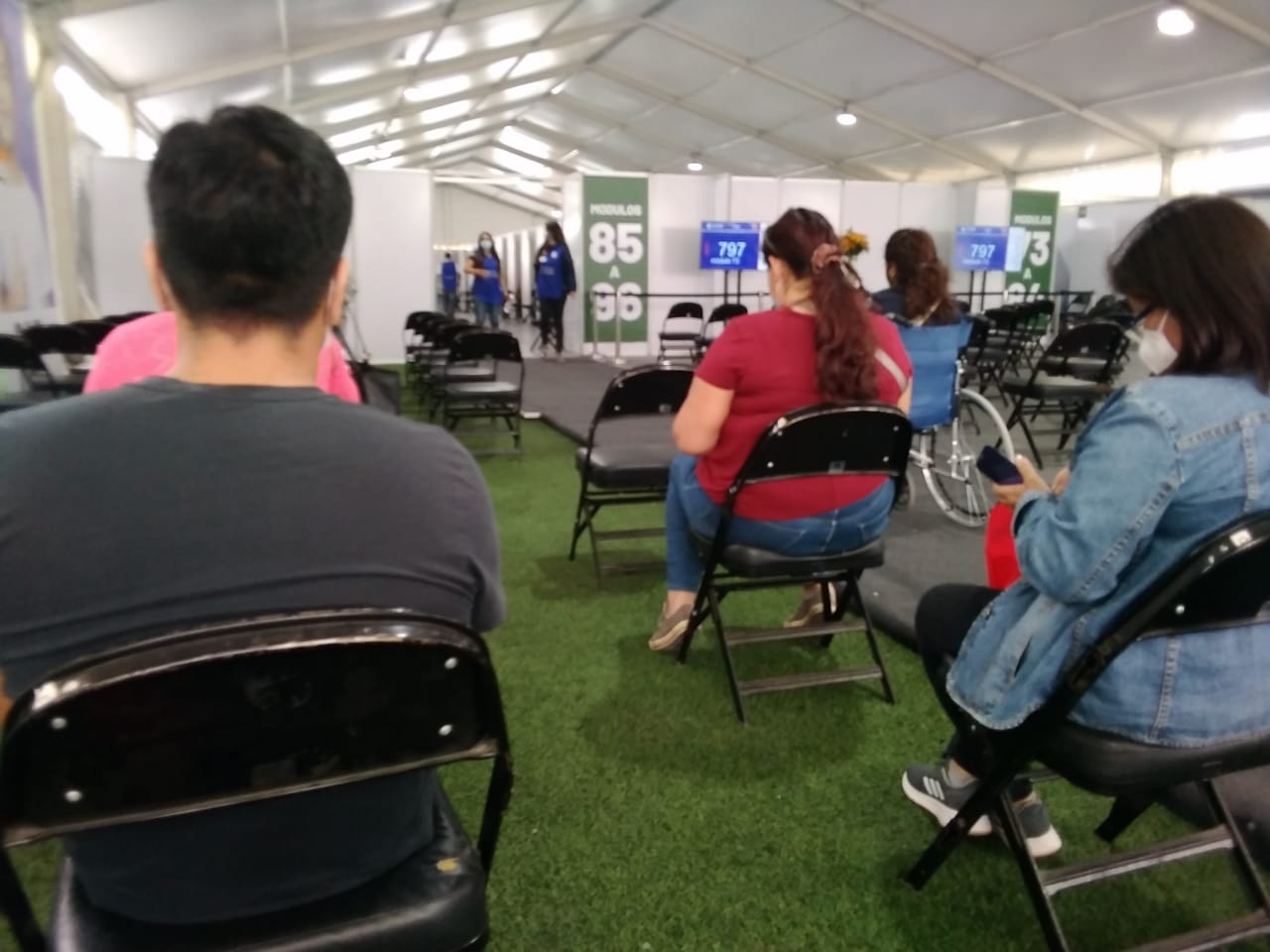
Sala de espera previamente a la vacunación.

En enero de 2021 se definieron varios grupos de la población que tendrán prioridad en el acceso a la vacuna:
- Personal sanitario: Personal de salud clínico/administrativo de atención intrahospitalaria y extrahospitalaria y servicios de urgencias que incluye: servicios médicos, dentales, servicios de apoyo clínico, servicios de radiología, farmacia, servicios de anatomía, alimentación, transporte, seguridad y aseo.
- Personas residentes en Centros de Larga Estadía, abarcando también a:
  - Establecimientos de Larga Estadía del Adulto Mayor.
  - Centros del Sename.
  - Personas con discapacidad física y/o mental.
- Personal crítico de la Administración del Estado, incluyendo a Fuerzas Armadas y de Orden.
- Personas mayores de 65 años.
- Personas con comorbilidades.

La vacunación, que se hará de forma voluntaria, está prevista a realizarse en distintas etapas:
| Etapa                             | Fechas (primera dosis)                                                                             | Grupo objetivo | Vacunas aplicadas             |
| --------------------------------- | -------------------------------------------------------------------------------------------------- | --- | ----------------------------- |
| Precampaña                        | 24 de diciembre de 2020-enero de 2021                                                              | Personal sanitario | BNT162b2 Tozinameran          |
| Grupos prioritarios (~5 millones) | 3 de febrero-12 de febrero                                                                         | Personal sanitarioPersonas de 71 años o másPersonas residentes en Centros de Larga EstadíaPersonal crítico de la Administración del Estado                                         | BNT162b2 TozinameranCoronaVac |
| Grupos prioritarios (~5 millones) | 15-26 de febrero                                                                                   | Personal sanitarioPersonas de 65 a 70 añosTrabajadores de la educación escolar y preescolar (desde 40 años)Trabajadores esencialesPersonal crítico de la Administración del Estado | BNT162b2 TozinameranCoronaVac |
| Grupos prioritarios (~5 millones) | 1-5 de marzo                                                                                       | Personas de 60 a 64 años Trabajadores de la educación escolar y preescolar (hasta 39 años)                                                                                         | BNT162b2 TozinameranCoronaVac |
| Grupos prioritarios (~5 millones) | 8-19 de marzo                                                                                      | Personas con comorbilidades mayores de 16 años | BNT162b2 TozinameranCoronaVac |
| Vacunación general (~10 millones) | | |                               |
| Desde el 24 de marzo              | Población general (59-18 años)                                                                     | BNT162b2 TozinameranCoronaVacAZD1222Ad5-nCoV |                               |
| Desde el 22 de junio              | Adolescentes de Sename (17-12 años) Adolescentes entre 12 y 17 años con comorbilidades específicas | BNT162b2 Tozinameran |                               |

## Estadísticas
Al 20 de julio de 2021, en Chile se ha vacunado a 12 529 720 personas con al menos la primera dosis (85,69% de la población objetivo) y a 11 758 626 personas con las dos dosis o con dosis única (77,36% de la población objetivo).

## Lotes de vacunas
| Lotes de vacunas llegadas a Chile  | Lotes de vacunas llegadas a Chile | Lotes de vacunas llegadas a Chile | Lotes de vacunas llegadas a Chile | Lotes de vacunas llegadas a Chile |
| Puesto                             | Cantidad de dosis                 | Vacuna                            | Fecha de llegada                  | Referencias                       |
| ---------------------------------- | --------------------------------- | --------------------------------- | --------------------------------- | --------------------------------- |
| 1°                                 | 9750                              | Pfizer-BioNTech                   | 24 de diciembre de 2020           | [ 27 ]                            |
| 2°                                 | 11 700                            | Pfizer-BioNTech                   | 31 de diciembre de 2020           | [ 28 ]                            |
| 3°                                 | 88 725                            | Pfizer-BioNTech                   | 13 de enero de 2021               | [ 29 ]                            |
| 4°                                 | 43 875                            | Pfizer-BioNTech                   | 20 de enero de 2021               | [ 30 ]                            |
| 5°                                 | 1 918 453                         | Sinovac                           | 28 de enero de 2021               | [ 31 ]                            |
| 6°                                 | 1 917 663                         | Sinovac                           | 31 de enero de 2021               | [ 32 ]                            |
| 7°                                 | 161 850                           | Pfizer-BioNTech                   | 18 de febrero de 2021             | [ 33 ]                            |
| 8°                                 | 189 150                           | Pfizer-BioNTech                   | 24 de febrero de 2021             | [ 34 ]                            |
| 9°                                 | 1 917 360                         | Sinovac                           | 25 de febrero de 2021             | [ 35 ]                            |
| 10°                                | 2 112 000                         | Sinovac                           | 26 de febrero de 2021             | [ 36 ]                            |
| 11°                                | 229 125                           | Pfizer-BioNTech                   | 3 de marzo de 2021                | [ 37 ]                            |
| 12°                                | 2 106 000                         | Sinovac                           | 8 de marzo de 2021                | [ 38 ]                            |
| 13°                                | 209 625                           | Pfizer-BioNTech                   | 11 de marzo de 2021               | [ 39 ]                            |
| 14°                                | 153 075                           | Pfizer-BioNTech                   | 18 de marzo de 2021               | [ 40 ]                            |
| 15°                                | 2 000                             | Sinovac                           | 21 de marzo de 2021               | [ 41 ]                            |
| 16°                                | 187 200                           | Pfizer-BioNTech                   | 24 de marzo de 2021               | [ 42 ]                            |
| 17°                                | 368 550                           | Pfizer-BioNTech                   | 31 de marzo de 2021               | [ 43 ]                            |
| 18°                                | 234 000                           | Pfizer-BioNTech                   | 8 de abril de 2021                | [ 44 ]                            |
| 19°                                | 1 000                             | Sinovac                           | 10 de abril de 2021               | [ 45 ]                            |
| 20°                                | 201 825                           | Pfizer-BioNTech                   | 12 de abril de 2021               | [ 46 ]                            |
| 21°                                | 500 000                           | Sinovac                           | 18 de abril de 2021               | [ 47 ]                            |
| 22°                                | 266 175                           | Pfizer-BioNTech                   | 21 de abril de 2021               | [ 48 ]                            |
| 23°                                | 158 400                           | AstraZeneca (COVAX)               | 23 de abril de 2021               | [ 49 ]                            |
| 24°                                | 234 975                           | Pfizer-BioNTech                   | 29 de abril de 2021               | [ 50 ]                            |
| 25°                                | 1 500 000                         | Sinovac                           | 2 de mayo de 2021                 | [ 51 ]                            |
| 26°                                | 226 200                           | Pfizer-BioNTech                   | 6 de mayo de 2021                 | [ 52 ]                            |
| 27°                                | 272 610                           | Pfizer-BioNTech                   | 13 de mayo de 2021                | [ 53 ]                            |
| 28°                                | 272 610                           | Pfizer-BioNTech                   | 20 de mayo de 2021                | [ 54 ]                            |
| 29°                                | 331 200                           | AstraZeneca (COVAX)               | 20 de mayo de 2021                | [ 54 ]                            |
| 30°                                | 2 200 000                         | Sinovac                           | 23 de mayo de 2021                | [ 55 ]                            |
| 31°                                | 272 610                           | Pfizer-BioNTech                   | 27 de mayo de 2021                | [ 56 ]                            |
| 32°                                | 204 000                           | AstraZeneca                       | 27 de mayo de 2021                | [ 56 ]                            |
| 33°                                | 300 000                           | CanSino                           | 28 de mayo de 2021                | [ 57 ]                            |
| 34°                                | 457 470                           | Pfizer-BioNTech                   | 3 de junio de 2021                | [ 58 ]                            |
| 35°                                | 451 620                           | Pfizer-BioNTech                   | 10 de junio de 2021               | [ 59 ]                            |
| 36°                                | 1 000                             | Sinovac                           | 16 de junio de 2021               | [ 60 ]                            |
| 37°                                | 451 620                           | Pfizer-BioNTech                   | 17 de junio de 2021               | [ 61 ]                            |
| 38°                                | 204 000                           | AstraZeneca                       | 20 de junio de 2021               | [ 61 ]                            |
| 39°                                | 275 908                           | CanSino                           | 20 de junio de 2021               | [ 61 ]                            |
| 40°                                | 451 620                           | Pfizer-BioNTech                   | 24 de junio de 2021               | [ 62 ]                            |
| 41°                                | 500 000                           | Sinovac                           | 26 de junio de 2021               | [ 63 ]                            |
| 42°                                | 451 620                           | Pfizer-BioNTech                   | 1 de julio de 2021                | [ 64 ]                            |
| 43°                                | 70 200                            | Pfizer-BioNTech                   | 8 de julio de 2021                | [ 65 ]                            |
| 44°                                | 88 920                            | Pfizer-BioNTech                   | 14 de julio de 2021               | [ 66 ]                            |
| 45°                                | 816 000                           | AstraZeneca                       | 19 de julio de 2021               | [ 67 ]                            |
| 46°                                | 207 090                           | Pfizer-BioNTech                   | 22 de julio de 2021               | [ 68 ]                            |
| 47°                                | 298 350                           | Pfizer-BioNTech                   | 28 de julio de 2021               | [ 69 ]                            |
| 48°                                | 1 000                             | Sinovac                           | 30 de julio de 2021               | [ 70 ]                            |
| 49°                                | 449 200                           | AstraZeneca                       | 31 de julio de 2021               | [ 71 ]                            |
| 50°                                | 281 970                           | Pfizer-BioNTech                   | 4 de agosto de 2021               | [ 72 ]                            |
| 51°                                | 204 000                           | AstraZeneca                       | 8 de agosto de 2021               | [ 73 ]                            |
| 52°                                | 521 500                           | AstraZeneca                       | 9 de agosto de 2021               | [ 74 ]                            |
| 53°                                | 201 240                           | Pfizer-BioNTech                   | 11 de agosto de 2021              | [ 75 ]                            |
| 54°                                | 217 620                           | Pfizer-BioNTech                   | 18 de agosto de 2021              | [ 76 ]                            |
| 55°                                | 1 000                             | Sinovac                           | 20 de agosto de 2021              | [ 77 ]                            |
| 56°                                | 1 000                             | Sinovac                           | 22 de agosto de 2021              | [ 78 ]                            |
| 57°                                | 189 540                           | Pfizer-BioNTech                   | 25 de agosto de 2021              | [ 79 ]                            |
| 58°                                | 30 420                            | Pfizer-BioNTech                   | 26 de agosto de 2021              | [ 80 ]                            |
|                                    | 387 270                           | Pfizer-BioNTech                   | 4 de noviembre de 2021            | [ 81 ]                            |
|                                    | 397 800                           | Pfizer-BioNTech                   | 5 de noviembre de 2021            | [ 82 ]                            |
|                                    | 387 270                           | Pfizer-BioNTech                   | 11 de noviembre de 2021           | [ 83 ]                            |
|                                    | 397 800                           | Pfizer-BioNTech                   | 12 de noviembre de 2021           | [ 84 ]                            |
|                                    | 387 270                           | Pfizer-BioNTech                   | 18 de noviembre de 2021           | [ 85 ]                            |
|                                    | 397 800                           | Pfizer-BioNTech                   | 19 de noviembre de 2021           | [ 86 ]                            |
|                                    | 496 200                           | Sinovac                           | 19 de noviembre de 2021           | [ 86 ]                            |
|                                    | 387 270                           | Pfizer-BioNTech                   | 25 de noviembre de 2021           | [ 87 ]                            |
|                                    | 397 800                           | Pfizer-BioNTech                   | 26 de noviembre de 2021           | [ 88 ]                            |
|                                    | 1 020 200                         | Sinovac                           | 2 de diciembre de 2021            | [ 89 ]                            |
|                                    | 394 290                           | Pfizer-BioNTech                   | 2 de diciembre de 2021            | [ 89 ]                            |
|                                    | 390 780                           | Pfizer-BioNTech                   | 3 de diciembre de 2021            | [ 90 ]                            |
|                                    | 785 070                           | Pfizer-BioNTech                   | 9 de diciembre de 2021            | [ 91 ]                            |
|                                    | 785 070                           | Pfizer-BioNTech                   | 16 de diciembre de 2021           | [ 92 ]                            |
|                                    | 785 070                           | Pfizer-BioNTech                   | 23 de diciembre de 2021           | [ 93 ]                            |
|                                    | 782 730                           | Pfizer-BioNTech                   | 30 de diciembre de 2021           | [ 94 ]                            |
|                                    | 300 000                           | Sinovac                           | 31 de diciembre de 2022           | [ 95 ]                            |
|                                    | 212 940                           | Pfizer-BioNTech                   | 6 de enero de 2022                | [ 96 ]                            |
|                                    | 95 550                            | Pfizer-BioNTech                   | 7 de enero de 2022                | [ 97 ]                            |
|                                    | 308 490                           | Pfizer-BioNTech                   | 13 de enero de 2022               | [ 98 ]                            |
|                                    | 789 400                           | AstraZeneca                       | 15 de enero de 2022               | [ 99 ]                            |
|                                    | 309 660                           | Pzifer-BioNTech                   | 20 de enero de 2022               | [ 100 ]                           |
| Totales                            |                                   |                                   |                                   |                                   |
| Sinovac                            | 19 671 476                        | S/D                               | S/D                               | S/D                               |
| Pfizer                             | 7 308 210                         | S/D                               | S/D                               | S/D                               |
| AstraZeneca (COVAX)                | 489 600                           | S/D                               | S/D                               | S/D                               |
| AstraZeneca                        | 2 398 700                         | S/D                               | S/D                               | S/D                               |
| CanSino                            | 575 908                           | S/D                               | S/D                               | S/D                               |
| Total de dosis                     | 32 660 000                        | S/D                               | S/D                               | S/D                               |
| Población                          | 19 212 362                        | S/D                               | S/D                               | S/D                               |
| % de dosis respecto a la población | 148.46 %                          | S/D                               | S/D                               | S/D                               |

## Vacunas suministradas
| Vacunas suministradas a población objetivo hasta el 7 de octubre de 2021 | Vacunas suministradas a población objetivo hasta el 7 de octubre de 2021 | Vacunas suministradas a población objetivo hasta el 7 de octubre de 2021 | Vacunas suministradas a población objetivo hasta el 7 de octubre de 2021 | Vacunas suministradas a población objetivo hasta el 7 de octubre de 2021 | Vacunas suministradas a población objetivo hasta el 7 de octubre de 2021 |
| Edad                                                                     | Población objetivo                                                       | 1ª dosis y dosis única                                                   | % avance                                                                 | 2ª dosis y dosis única                                                   | % cobertura                                                              |
| ------------------------------------------------------------------------ | ------------------------------------------------------------------------ | ------------------------------------------------------------------------ | ------------------------------------------------------------------------ | ------------------------------------------------------------------------ | ------------------------------------------------------------------------ |
| 80 y más                                                                 | 568 070                                                                  | 499 856                                                                  | 87,99%                                                                   | 491 218                                                                  | 86,47%                                                                   |
| 70-79                                                                    | 1 046 294                                                                | 985 221                                                                  | 94,16%                                                                   | 975 047                                                                  | 93,19%                                                                   |
| 60-69                                                                    | 1 857 879                                                                | 1 729 800                                                                | 93,11%                                                                   | 1 710 470                                                                | 92,07%                                                                   |
| 50-59                                                                    | 2 392 614                                                                | 2 289 952                                                                | 95,71%                                                                   | 2 254 277                                                                | 94,22%                                                                   |
| 40-49                                                                    | 2 658 453                                                                | 2 380 889                                                                | 89,56%                                                                   | 2 321 435                                                                | 87,32%                                                                   |
| 18-39                                                                    | 6 677 530                                                                | 5 995 667                                                                | 89,79%                                                                   | 5 707 740                                                                | 85,48%                                                                   |
| Total                                                                    | 15 200 840                                                               | 13 881 385                                                               | 91,32%                                                                   | 13 460 187                                                               | 88,55%                                                                   |
| 12-17                                                                    | 1 495 162                                                                | 1 258 559                                                                | 84,18%                                                                   | 686 457                                                                  | 45,91%                                                                   |
| 6-11                                                                     | 1 549 683                                                                | 231 898                                                                  | 14,96%                                                                   | 0                                                                        | 0%                                                                       |
| Total                                                                    | 3 044 845                                                                | 1 848 179                                                                | 60,70%                                                                   | 686 457                                                                  | 22,54%                                                                   |

### Inicio de la vacunación en Chile a nivel continental
| Puesto | País                 | Fecha histórica del inicio de vacunación | Primera persona histórica en ser vacunada | Profesión       | Edad     | Artículo principal                 | Refs.   |
| ------ | -------------------- | ---------------------------------------- | ----------------------------------------- | --------------- | -------- | ---------------------------------- | ------- |
| 1°     | México               | 24 de diciembre de 2020                  | María Irene Ramírez                       | Enfermera       | 59 años  | Vacunación en México               | [ 103 ] |
| 2°     | Chile                | 24 de diciembre de 2020                  | Zulema Riquelme                           | Enfermera       | 46 años  | Vacunación en Chile                | [ 104 ] |
| 3°     | Costa Rica           | 24 de diciembre de 2020                  | María Elizabeth Castillo                  | Paciente        | 91 años  | Vacunación en Costa Rica           | [ 105 ] |
| 4°     | Argentina            | 29 de diciembre de 2020                  | Allí Flavia Loiacono                      | Médica          | TBA      | Vacunación en Argentina            | [ 106 ] |
| 5°     | Brasil               | 17 de enero de 2021                      | Mônica Calazans                           | Enfermera       | 54 años  | Vacunación en Brasil               | [ 107 ] |
| 6°     | Panamá               | 20 de enero de 2021                      | Violeta Edith Gaona de Cocherán           | Enfermera       | 59 años  | Vacunación en Panamá               | [ 108 ] |
| 7°     | Ecuador              | 21 de enero de 2021                      | Jeanneth Morales                          | Médica          | 45 años  | Vacunación en Ecuador              | [ 109 ] |
| 8°     | Bolivia              | 29 de enero de 2021                      | Sandra Ríos Villarte                      | Enfermera       | 40 años  | Vacunación en Bolivia              | [ 110 ] |
| 9°     | Perú                 | 9 de febrero de 2021                     | Josef Vallejos Acevedo                    | Médico          | TBA      | Vacunación en Perú                 | [ 111 ] |
| 10°    | República Dominicana | 16 de febrero de 2021                    | Ramón Familia Alcantara                   | Médico          | 57 años  | Vacunación en República Dominicana | [ 112 ] |
| 11°    | Colombia             | 17 de febrero de 2021                    | Verónica Luz Machado Torres               | Enfermera       | 46 años  | Vacunación en Colombia             | [ 113 ] |
| 12°    | El Salvador          | 17 de febrero de 2021                    | Mirna Esmeralda Moreno de Murgas          | Enfermera       | 53 años  | Vacunación en El Salvador          | [ 114 ] |
| 13°    | Venezuela            | 18 de febrero de 2021                    | Glendy Amelia Rivero                      | Médica          | TBA      | Vacunación en Venezuela            | [ 115 ] |
| 14°    | Paraguay             | 22 de febrero de 2021                    | Miriam Arrúa                              | Enfermera       | 40 años  | Vacunación en Paraguay             | [ 116 ] |
| 15°    | Honduras             | 25 de febrero de 2021                    | Yelena Soraya Ortega Vásquez              | Enfermera       | 40 años  | Vacunación en Honduras             | [ 117 ] |
| 16°    | Guatemala            | 25 de febrero de 2021                    | Magdalena Guevara González                | Enfermera       | 46 años  | Vacunación en Guatemala            | [ 118 ] |
| 17°    | Uruguay              | 27 de febrero de 2021                    | Cecilia Moreno y Erika Correa             | Adtva. y Enfra. | 22 y TBA | Vacunación en Uruguay              | [ 119 ] |
| 18°    | Nicaragua            | 2 de marzo de 2021                       | Marco Antonio Aráuz                       | Paciente        | 62 años  | Vacunación en Nicaragua            | [ 120 ] |